# Ghosts of Girlfriends Past
Ghosts of Girlfriends Past is een Amerikaanse romantische komedie uit 2009 onder regie van Mark Waters. Het verhaal is een variant op het boek A Christmas Carol van Charles Dickens, met als hoofdpersonage een gewetenloze vrouwenverslinder in plaats van een vrek.

## Verhaal
Connor Mead (Matthew McConaughey) is een fotograaf voor amusements- en modebladen en een enorme vrouwenverslinder. Hij zit voor zijn werk hele dagen tussen fotomodellen, die hij net zo makkelijk en snel versiert als dat hij ze na een onenightstand weer op lompe wijze laat vallen. Hij heeft de reputatie een geweldige eenmalige veroveraar, maar anderzijds een verschrikkelijk mens te zijn.
Connor rijdt naar Newport omdat zijn jongere broer Paul (Breckin Meyer) daar gaat trouwen met zijn verloofde Sandra Volkom (Lacey Chabert). Paul is totaal het tegenovergestelde van Connor, maar houdt enorm van zijn broer, die sinds hun kindertijd er altijd onvoorwaardelijk voor hem geweest is. Hun ouders stierven bij een auto-ongeluk toen ze nog kleine kinderen waren, maar Connor nam hun rol voor hem glansrijk over. Connor snapt alleen totaal niet wat Paul ziet in de rest van zijn leven trouw zijn aan één vrouw. Hij steekt niet onder stoelen of banken dat hij denkt dat liefde een illusie is, ook niet tegen de bruiloftsgasten die komen repeteren voor de trouwerij. Bruidsmeisjes Donna (Camille Guaty), Deena (Rachel Boston) en Denice (Amanda Walsh) kunnen niet wachten om met Connor het bed in te duiken. Connor zelf vindt dat best, maar heeft vooral oog voor Jenny Perotti (Jennifer Garner). Zij kent Connor sinds ze allebei kleine kinderen waren. Ze kent hem door en door en is niet bevattelijk voor zijn versierpogingen.
Wanneer Connor naar het toilet gaat, staat daar plotseling de geest van zijn overleden oom Wayne (Michael Douglas) achter hem. Die heeft zijn hele leven als vrouwenverslinder doorgebracht en komt Connor waarschuwen niet zo te eindigen als hij. Connor snapt daar niets van. Hij vindt zijn leven geweldig en Wayne is zijn grote voorbeeld. Die zegt hem dat er drie geesten langs zullen komen om Connor te confronteren met zijn vriendinnetjes uit het verleden, die uit het heden en die in de toekomst. Daar dient Connor lering uit te trekken. Hij denkt in eerste instantie dat hij zich Wayne ingebeeld heeft door de alcohol. Zodra hij op zijn hotelkamer komt, duikt daar niettemin de zestienjarige Allison Vandermeersh (Emma Stone) op, de geest namens Connors 'vriendinnetjes uit het verleden' (ghost of girlfriends past). Zij neemt hem mee naar zijn verleden om te bekijken hoe hij zo geworden is als hij is.
Connor ziet zichzelf als kind (Devin Brochu) met zijn beste maatje Jenny (Kasey Russell). Zij geeft hem zijn allereerste fototoestel cadeau. De eerste foto die hij daarmee maakt is er een van haar. Dat was de zomer voor zijn ouders overleden. In de periode daarna had hij veel steun aan Jenny. Allison neemt Connor vervolgens mee naar het eindbal van de school waarop hij (Logan Miller) en Jenny (Christa B. Allen) als tieners aanwezig zijn. Hij is stapelverliefd op haar, maar zo verlegen dat hij het haar niet durft te vertellen. Terwijl hij moed staat te verzamelen, komen haar vriendinnen haar halen omdat de populaire football-speler Pete Hastings (Sam Byrne) met haar wil dansen. Connor ziet verdrietig toe hoe die Jenny haar eerste zoen geeft in plaats van hij. Wanneer oom Wayne hem op komt halen, vertelt hij die in de auto wat er gebeurd is en dat hij meisjes stom vindt. Wayne wil daar niets van horen. Hij gaat Connor vanaf dat moment leren hoe hij vrouwen moet bespelen. Zijn belangrijkste les is dat Connor zijn gevoel uit moet schakelen. Dat staat het spelen van het spel in de weg en volgens hem is degene in een relatie die het meest om de ander geeft altijd de onderliggende partij, omdat die het makkelijkst te raken is. Toen Connor zag dat de technieken van Wayne werkten, begon zijn verandering. Tegen de tijd dat Connor zestien was, was hij veranderd in een zelfvertrouwen uitstralende meisjesgek. Geest Allison was zijn eerste seksuele escapade.
In het heden blijft Connor proberen Jenny te veroveren, maar zij wil daar niets van weten. Ze liet zich ooit door hem het hof maken. Na vier romantische, seksloze weken liet ze hem toe in haar bed. Op dat moment kwam zijn liefde voor haar op een toppunt. Omdat hij zich Waynes woorden herinnerde dat gevoelens krijgen kwetsbaar maakt, was hij vertrokken toen Jenny wakker werd, net als bij zijn eenmalige bedpartners. Toen ze daar 's morgens achter kwam, brak haar hart. Ze heeft nooit geweten dat Connor vluchtte uit angst en niet omdat hij haar als de zoveelste onenightstand zou zien. Hij vond nooit de kans haar alles uit te leggen. Dit deed hem zo zeer dat hij vervolgens definitief de gewetenloze vrouwenverslinder uit het heden werd. Wanneer Connor in de taxi stapt, blijkt de chauffeur Melanie (Noureen DeWulf) te zijn, zijn assistente bij zijn bezigheden als fotograaf. Ze is het echter niet in levenden lijve, maar als geest twee, de geest van Connors vriendinnen uit het heden. Van haar krijgt hij te zien hoe mensen echt over hem denken en praten wanneer hij er niet bij is. Hij hoort hoe Paul vertelt hoeveel hij voor hem betekent, maar schrikt ervan hoe hard alle anderen over hem oordelen. Ze zien hem als een harteloze versierder die enorm veel vrouwen verdriet heeft gedaan zonder een greintje wroeging.
Wanneer uitkomt dat Connor aan Denice vertelde dat Paul ooit met een van de bruidsmeisjes naar bed is geweest, wordt Sandra woest. Nadat Connor alle andere bruiloftsgasten tegen zich in het harnas heeft gejaagd, is voor Paul ook de maat vol. Hij wil dat Connor vertrekt en niet naar zijn bruiloft komt. Hij geeft de hoop op dat zijn broer ooit bijdraait tot een empathischer iemand. Connor stapt naar buiten met zijn koffer en daar verschijnt in de sneeuw de geest van zijn toekomst (Olga Maliouk) voor hem. Zij neemt hem mee naar de bruiloft van Jenny met bruiloftsgast Brad (Daniel Sunjata), in plaats van met hem. Vervolgens neemt ze Connor mee naar zijn eigen begrafenis. De enige die op de uitvaart komt, is Paul. Verder mist niemand hem. Door Connors toedoen is Paul nooit met Sandra getrouwd en daarna altijd alleen gebleven. Oom Wayne verschijnt en zegt hem dat dit het einde is waarop hij afkoerst.
Connor schrikt wakker en wil per direct veranderen om te voorkomen dat alles wat hij zag uitkomt. Als hij Paul tegenkomt, vertelt die hem dat Sandra de bruiloft heeft afgezegd. Hoewel hij haar toen pas kende, is ze woest dat Paul ooit met haar bruidsmeisje Donna naar bed ging en haar daar nooit iets van gezegd heeft. Ze is samen met haar vader (Robert Forster), Jenny en de bruidsmeisjes vertrokken. Connor gaat daarop op weg om te proberen Sandra tegen te houden. Hij rijdt zijn auto aan stukken, maar gaat te voet verder en stopt Sandra's auto door daar midden op de weg ervoor te gaan staan. Connor waarschuwt Sandra dat ze niet dezelfde fout moet maken als hij door weg te lopen uit angst pijn gedaan te worden door haar grote liefde. Sandra realiseert zich dat hij gelijk heeft en bedenkt zich. Jenny hoort in de auto Connors verhaal ook en beseft dat hij het over haar heeft. Wanneer de bruiloft toch doorgaat, vertelt Connor in een speech dat hij hoopt net zo liefdevol als zijn broer te worden. De bruidsmeisjes willen hem nog steeds het bed in krijgen, maar hij laat ze staan om met Jenny te gaan praten. Zij wil graag geloven dat hij zijn leven wil veranderen, maar weet niet of ze hem kan vertrouwen of dat dit weer een versiertruc is. Connor pakt zijn portemonnee en laat haar de foto zien die hij ooit van haar maakte met zijn van haar cadeau gekregen eerste fototoestel. Hij draagt die al heel zijn leven altijd bij zich.

## Rolverdeling
| - Matthew McConaughey - Connor Mead - Jennifer Garner - Jenny Perotti - Michael Douglas - Oom Wayne - Breckin Meyer - Paul Mead - Lacey Chabert - Sandra Volkom - Robert Forster - Sergeant Volkom - Anne Archer - Vonda Volkom - Emma Stone - Allison Vandermeersh - Daniel Sunjata - Brad - Noureen DeWulf - Melanie - Rachel Boston - Deena - Camille Guaty - Donna - Amanda Walsh - Denice - Olga Maliouk - Ghost of Girlfriends Future - Emily Foxler - Nadja | - Catherine Haena Kim - Charlece - Noa Tishby - Kiki - Stephanie Oum - Kako - Paul Cassell - Jeff - Devin Brochu - Connor (als kind) - Kasey Russell - Jenny (als kind) - Logan Miller - Connor (als tiener) - Christa B. Allen - Jenny (als tiener) - Samantha Goober - Marissa - Alyssa McCourt - Clarissa - Sam Byrne - Pete Hastings - Cindy Lentol - Amy - Chi Muoi Lo - James - Christina Milian - Kalia |